# Římskokatolická farnost – arciděkanství Kutná Hora
Římskokatolická farnost – arciděkanství Kutná Hora je územním společenstvím římských katolíků v rámci kutnohorsko-poděbradského vikariátu královéhradecké diecéze.

## O farnosti

### Historie
Území Kutné Hory bylo před vznikem města církevněsprávně rozděleno mezi plebánii v Malíně a cisterciácké opatství v Sedlci. Po založení města byla zřízena duchovní správa při gotickém kostele, zasvěceném sv. Jakubovi Staršímu. Kutná Hora byla až do roku 1410 filiálkou malínské farnosti. Samostatná farnost byla v Kutné Hoře ustavena až v uvedeném roce. V roce 1388 začala výstavba gotického chrámu svaté Barbory, patronky horníků.
V roce 1633 vznikla na hranici města jezuitská kolej a v roce 1712 byly do města uvedeny sestry voršilky. Působení jezuitů v Kutné Hoře skončilo v roce 1773. Sestry voršilky byly v roce 1950 z Kutné Hory násilně vystěhovány a jejich majetek byl zestátněn. K restituci majetku došlo až po roce 1990. Sestry začaly v Kutné Hoře provozovat církevní gymnázium, které později převzala královéhradecká diecéze.

### Současnost
Farní úřad u kostela sv. Jakuba v Kutné Hoře sídlí v budově arciděkanství, schází se k bohoslužbám a nejrůznějším aktivitám. Farnost je také zřizovatelem Církevní mateřské školy sv. Jakuba v Kutné Hoře. Spravuje chrám sv. Barbory a další duchovní památky v Kutné Hoře a okolí:
arciděkan je také administrátor excurendo farnosti bykáň a Třebonín 
- Kostel Nanebevzetí Panny Marie v Gruntě
- Kostel sv. Jakuba (farní kostel)
- Kostel Matky Boží Na Náměti
- Kostel Nejsvětější Trojice
- Kostel Všech svatých
- Kostel sv. Jana Nepomuckého
- Kostel Nejsvětějšího Srdce Páně